# 헤르만 본디
헤르만 본디 경(Hermann Bondi, KCB FRS, 1919년 11월 1일 – 2005년 9월 10일)는 오스트리아-영국의 수학자, 우주론자로, 프레드 호일 및 토마스 골드와 함께 빅뱅 이론의 대안으로우주의 정상 상태 모델을 개발한 것으로 가장 잘 알려져 있다. 그는 일반 상대성 이론에 공헌했으며 음질량의 관성 및 중력 상호 작용을 최초로 분석했으며 중력파의 본질을 올바르게 설명한 최초의 사람이었다. 1990년 자서전에서 본디는 1962년 중력파에 관한 연구 를 그의 "최고의 과학 연구"로 여겼다. :79

## 어린 시절
본디는 빈에서 유대인 의사의 아들로 태어났다. 그는 빈에서 자랐으며 그곳의 레알김나지움에서 공부했다. 그는 수학에서 일찍부터 엄청난 능력을 보였으며 아브라함 프렝켈에 의해 아서 에딩턴에게 추천되었다. 프렝켈은 먼 친척이었고 대가족 중 유일한 수학자였으며 본디의 어머니는 어린 아들과 유명한 남자 사이의 만남을 주선할 선견지명을 가지고 있었으며 이것이 아들이 자신의 희망을 따르고 스스로 수학자가 될 수 있게 하는 열쇠가 될 수 있다는 것을 알고 있었다. 에딩턴은 그에게 영국으로 가서 케임브리지 트리니티 칼리지에서 수학 트라이포스(tripos)를 들으라고 권유했다. 그는 오스트리아의 반유대주의를 피해 1937년 케임브리지에 도착했다. 오스트리아 합병 (안슐루스) 직전인 1938년에 부모의 위험한 입장을 깨달은 그는 부모에게 즉시 오스트리아를 떠나라는 전보를 보냈다. 그들은 스위스에 도착했고 이후 뉴욕에 정착했다.
제2차 세계대전 초기에 그는 우호적 적성국인 (friendly enemy alien)으로 맨 섬 과 캐나다에 억류 되었다. 다른 수감자에는 토마스 골드와 막스 퍼루츠가 포함되어 있었다. 1940년 본디는 캠브리지 대학의 시니어 랭글러 (Senior Wrangler)가 되었다. 본디와 골드는 1941년 말에 수용소에서 풀려나서 Admiralty Signals Publishment에서 프레드 호일과 함께 레이더 연구를 했다. 그는 1946년에 영국 국민이 되었다.

## 경력
본디는 1945년부터 1954년까지 케임브리지 대학교에서 수학을 강의했다. 그는 1943년부터 1949년까지, 그리고 1952년부터 1954년까지 트리니티 칼리지의 연구원이었다.
1948년 본디, 호일, 골드는 우주가 지속적으로 팽창하고 있지만 물질은 끊임없이 새로운 별과 은하를 형성하여 일정한 평균 밀도를 유지하도록 생성된다는 정상 상태 이론을 공식화했다. 정상 상태 이론은 우주 마이크로파 배경 (CMB)의 발견으로 라이벌 빅뱅 이론에 의해 가려졌다.
본디는 방사선 좌표, 본디 k-미적분학, 본디 질량 개념 및 본디 뉴스를 소개하고 리뷰 기사를 작성하면서 중력 방사선의 본질을 정확하게 이해한 최초의 사람 중 한 명이었다. 그는 물리적으로 의미 있는 중력 복사가 실제로 일반 상대성 이론에 의해 예측된다는 주장에 대해 리처드 파인만이 원래 익명으로 제기한 것으로 알려진 끈끈한 구슬 논증을 대중화했으며, 이 주장은 약 1955년까지 논란이 되었다. 1947년 논문은 르메트르-톨먼 계량, 비균질, 구형 대칭 먼지 용액 (종종 LTB 또는 '르메트르-톨먼-본디 계량'이라고도 함)에 대한 관심을 다시 불러일으켰다. 본디는 또한 Raymond Lyttleton과 협력하여 " Bondi accretion " 및 " Bondi radius "에 이름을 부여하여 가스 구름에서 별이나 블랙홀 로의 물질 강착 이론에 기여했다.
1954년 킹스 칼리지 런던의 교수가 되었고 1985년 그곳의 명예 교수로 임명되었다. 그는 1956년부터 1964년까지 왕립천문학회의 사무총장을 역임했다.

## 기타 업적
본디는 학문적 강의와 연구의 범위를 벗어나서도 활발히 활동했다. 그는 많은 직책을 맡았다.
- 유럽우주연구기구 (ESRO) 사무총장(1967~1971)(나중에 유럽 우주국 (ESA)이 됨)
- 국방부 수석과학보좌관(1971~1977)
- 에너지부 수석 과학 고문(1977~1980)
- 자연환경연구회 (NERC) 회장(1980~1984)
- 고등교육연구회 회장(1981~1997)
- 수로학회 회장(1985~1987)
- 케임브리지 처칠 칼리지 석사(1983~1990).

그는 1959년에 왕립학회 회원이 되었다. 그는 1963년 BBC에서 E=mc 2 라는 TV 프로그램 시리즈를 제작했다. 1973년에 바스 기사단장으로 임명되었다. 그는 1983년에 아인슈타인 학회 금메달, 1988년에 수학 및 응용 연구소의 금메달, 인문주의에 대한 GD 비를라 국제상, 2001년에 왕립천문학회 금메달을 수상했다. 그는 1974년 바스대학교에서 명예학위(이학박사)를 받았다.
1953년 런던의 홍수에 대한 그의 보고는 결국 템즈 방벽의 건설로 이어졌다. 그는 또한 전기를 생산하기 위한 Severn Barrage 제안을 지지했지만 이 프로젝트는 진행되지 않았다.
1940년부터 2000년까지 그의 논문은 야누스 프로젝트 (Janus Project)에 의해 109개의 보관 상자에 보관되어 있다.

## 사생활
그의 부모는 유대인이었지만 그는 결코 "종교의 필요성"을 느끼지 못했고 평생 인문주의자였다. 그는 1982년부터 1999년까지 영국 인문주의 협회의 회장을 역임했고, 1982년부터 합리주의 언론 협회의 회장을 역임했다. 그는 인문주의 선언문의 서명자 중 한 명이었다.
1947년에 역시 수학자이자 천문학자인 크리스틴 스톡먼(Christine Stockman)과 결혼했다. 그녀는 프레드 호일의 연구생 중 한 명이었고 그와 마찬가지로 계속해서 인문주의 운동에 적극적으로 참여했다. 그들은 두 아들과 세 딸을 두었는데, 그중 한 명은 에딘버러 대학의 페미니스트 지리학자인 리즈 본다이(Liz Bondi) 교수이다. 그는 2005년 85세로 케임브리지에서 사망했으며 그의 유골은 케임브리지 근처 앵글시 수도원에 뿌려졌다. 부인 크리스틴은 2015년에 사망했다.

## 추가 읽기
- Christina Sormani; C. Denson Hill; Paweł Nurowski; Lydia Bieri; David Garfinkle; Nicolás Yunes (August 2017). “A two-part feature: The Mathematics of Gravitational waves” (PDF). 《Notices of the American Mathematical Society》 (American Mathematical Society) 64 (7): 684–707. doi:10.1090/noti1551. ISSN 1088-9477.